# Венс Діво Бранд
Венс Діво Бранд (англ. Vance DeVoe Brand; нар. 9 травня 1931, Лонгмонт, Колорадо, США) — американський авіаційний інженер, льотчик-випробувач, астронавт НАСА. У 1975 році як пілот командного модуля разом з Т. Стаффордом і Д. Слейтон здійснив перший спільний радянсько-американський космічний політ у рамках програми «Союз — Аполлон». З 1982 по 1990 рік провів три космічні місії на кораблях «Спейс шаттл» в як командир екіпажу.
Його загальний наліт становить 9669 годин. До цього числа входить 8089 годин польотів на літаках, 391 година на вертольотах, а також 746 годин, проведених в космічному просторі. Бранд освоїв управління більш ніж 30 типами військових літаків.

## Біографія
Венс народився в сім'ї Рудольфа і Донни Бранд 9 травня 1931 в місті Лонгмонт, штат Колорадо. Там же у 1949 році закінчив середню школу (англ. Longmont High School). У 1953 році закінчив комерційний факультет Колорадського університету і отримав ступінь бакалавра природничих наук. У 1960 році в тому ж університеті отримав ступінь бакалавра наук з авіаційної технології, а 1964-го (у Каліфорнійському університеті) — ступінь магістра в галузі управління торгово-промисловою діяльністю.
Венс Бранд одружений і має двох дочок і чотирьох синів.

### Військова служба
З 1953 по 1957 Бранд проходив дійсну військову службу в Корпусі морської піхоти США. У 1955 році став льотчиком ВМС США. Протягом 15 місяців проходив службу в Японії як льотчика-винищувач. Після звільнення від виконання своїх службових обов'язків в армії Бранд продовжував службу у резерві ВМС і Національної гвардії ВПС США аж до 1966 року.

### Робота в «Lockheed Corporation»
З 1960 по 1966 роки Бранд працював в компанії «Локхід». Спочатку був інженером з льотних випробувань, а по закінченні в 1963 році школи льотчиків-випробувачів — льотчиком-випробувачем в Палмдейл, штат Каліфорнія. Керував групою консультантів авіакомпанії «Локхід» в Істрі (Франція).

### Робота в НАСА
У 1963 році брав участь у третьому наборі астронавтів НАСА, але в загін зарахований не був. У квітні 1966 був зарахований до загону астронавтів НАСА під час п'ятого набору. Після проходження підготовки отримав призначення у Відділ астронавтів НАСА. У червні 1968 року брав участь у моделюванні польоту командного модуля корабля «Аполлон» у термобарокамері у складі екіпажу з трьох чоловік.
Як пілот командного модуля (що залишається на навколомісячній орбіті в ході експедицій) входив до дублюючого екіпаж корабля «Аполлон-15» і в основний екіпаж корабля «Аполлон-18», політ якого не відбувся. Був командиром дублюючого екіпажу 2-ї і 3-ї експедицій на станцію «Скайлеб». Розглядався як кандидат у командири екіпажу при плануванні рятувальної експедиція Скайлеб-рятувальник на орбітальну станцію «Скайлеб» та нездійсненого польоту Скайлеб-5. Бранд зробив чотири польоту в космос: «Аполлон (ЕПАС)», STS-5, STS-41B, STS-35, пробувши на орбіті 746 годин.
Веанс Бранд покинув загін астронавтів у 1992 році, посівши посаду керівника національної програми розробки повітряно-космічного літака (National Aerospace Plane) в Управлінні по розробці спільних програм на авіабазі ВПС Райт-Паттерсон в Дейтоні, штат Огайо. У вересні 1994 року переїхав до Каліфорнії, де став помічником начальника відділу управління польотами в дослідницькому центрі імені Драйдена на базі Едвардс. Потім працював там же виконувачем обов'язків начальника інженерної служби. Бранд звільнився з НАСА у січні 2008 року.

## Космічні польоти

### Союз-Аполлон

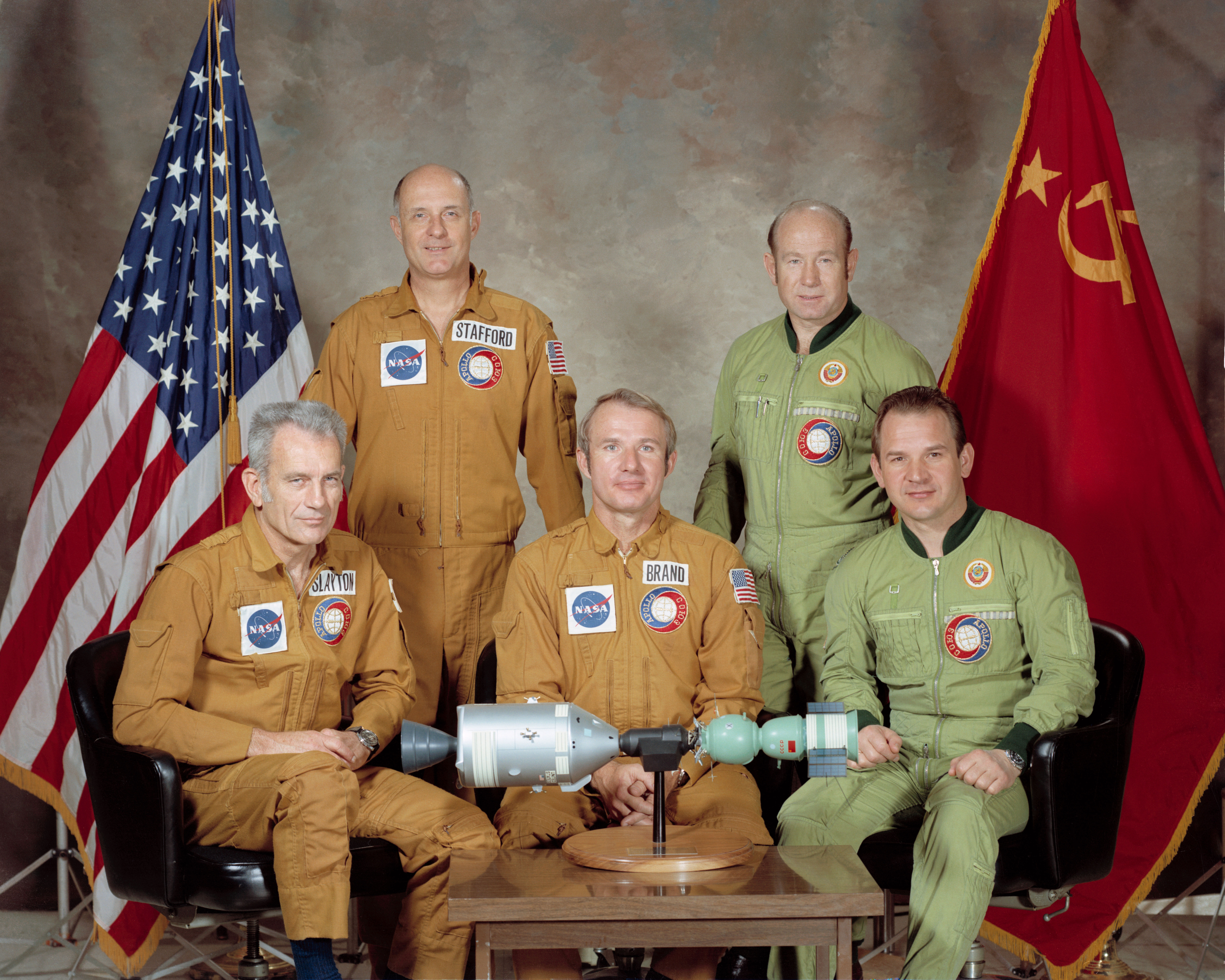
Екіпаж «Союз — Аполлон». Бранд — всередині

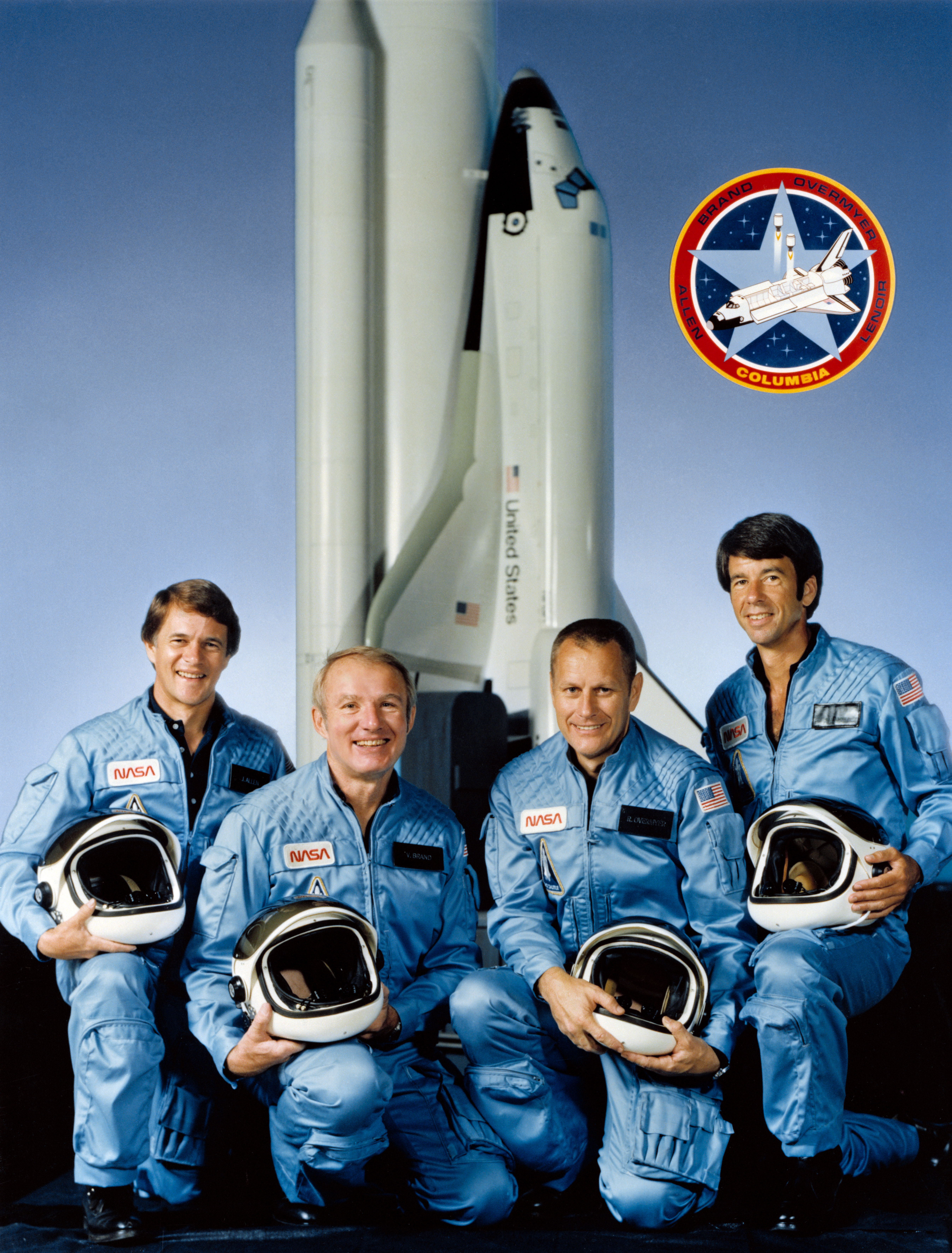
Екіпаж STS-5:Зліва направо: Аллен, Бренд, Овермайер, Ленуар

9 лютого 1973 Бранд був призначений пілотом командного модуля корабля «Аполлон» для участі в польоті у спільному американо-радянському проекті «Союз — Аполлон». Участь у цій місії з 15 по 24 липня 1975 року на кораблі «Аполлон» стала його першим польотом. Це був перший спільний політ радянського і американського космічних кораблів. Після стикування «Союз-19» і «Аполлон» Бранд став першим з іноземних астронавтів, які перейшли на борт радянського космічного корабля. У спільному польоті брали участь Томас Стаффорд (командир «Аполлона»), Венс Бранд (пілот командного модуля) і Дональд Слейтон (пілот стикувального модуля), Олексій Леонов (командир «Союзу») і Валерій Кубасов (бортінженер). Корабель «Союз» стартував з космодрому Байконур 15 липня 1975 о 15 годині 20 хвилин, а через 7,5 годин з космодрому на мисі Канаверал був запущений «Аполлон». Два дні по тому була проведена успішна стиковка. Надалі космонавти вдосконалювали процедуру стикування і проводили наукові експерименти. В зістикованому стані два кораблі у цілому пробули 46 годин, після чого обидва екіпажі благополучно повернулися на Землю. «Союз» спустився на парашуті на тверду землю в СРСР 21 липня, «Аполлон» приводнився неподалік Гавайських островів 25 липня 1975.

### STS-5
Другий політ з 11 по 16 листопада 1982 Бранд здійснив як командир екіпажу шаттла «Колумбія» STS-5. Екіпаж складався з 4 чоловік: В. Бранд, Р. Овермайер, Д. Аллен і У. Ленуар. В ході місії були здійснені запуски американського супутника «SBS-3» і канадського «Anik-C3». Тривалість польоту становила 122 години.

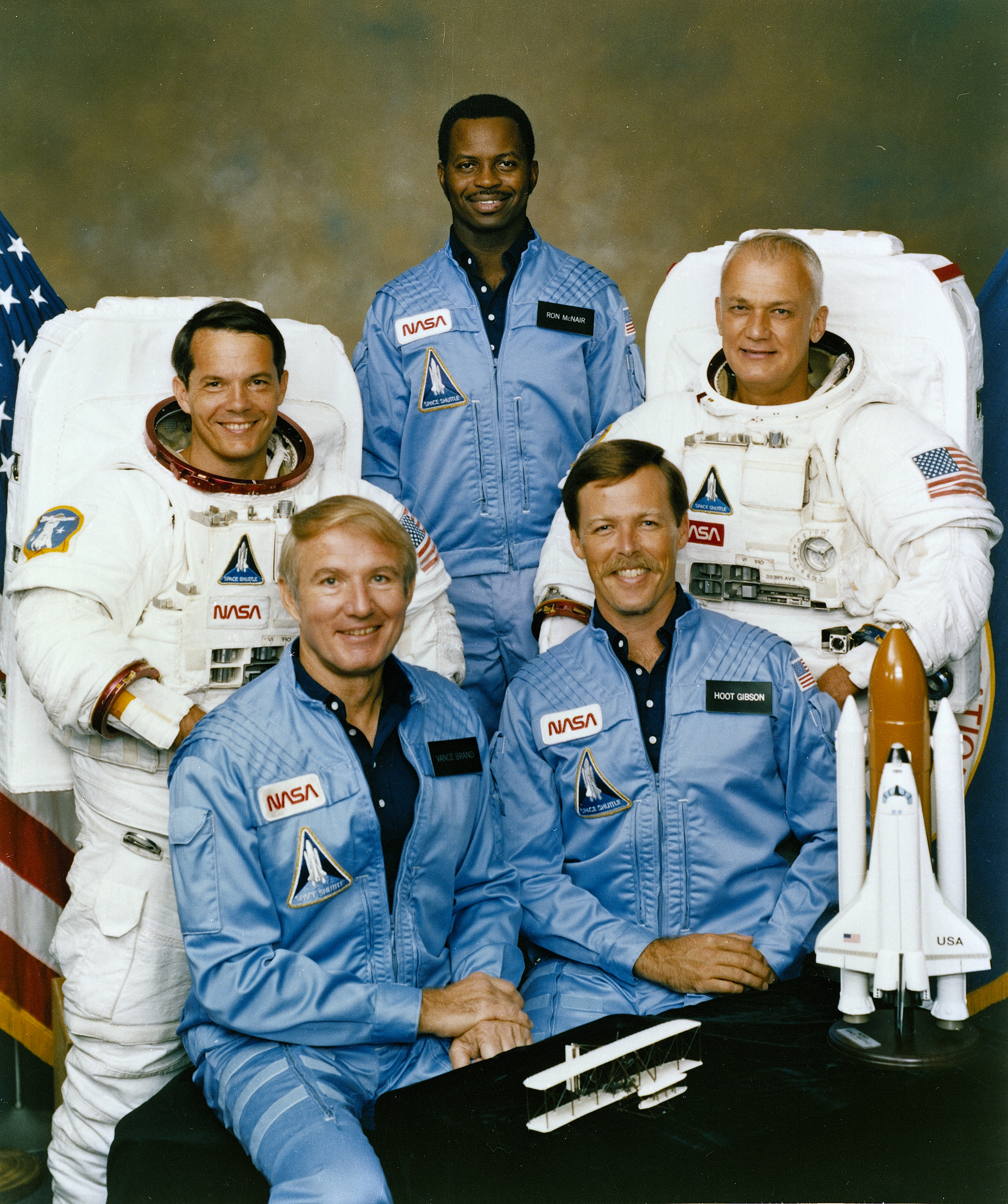
Екіпаж корабля: Сидячи зліва направо: Венс Бранд, командир, Роберт Гібсон, пілот. Стоячи, зліва направо: Роберт Л. Стюарт, Рональд Макнейр і Брюс Маккендлесс

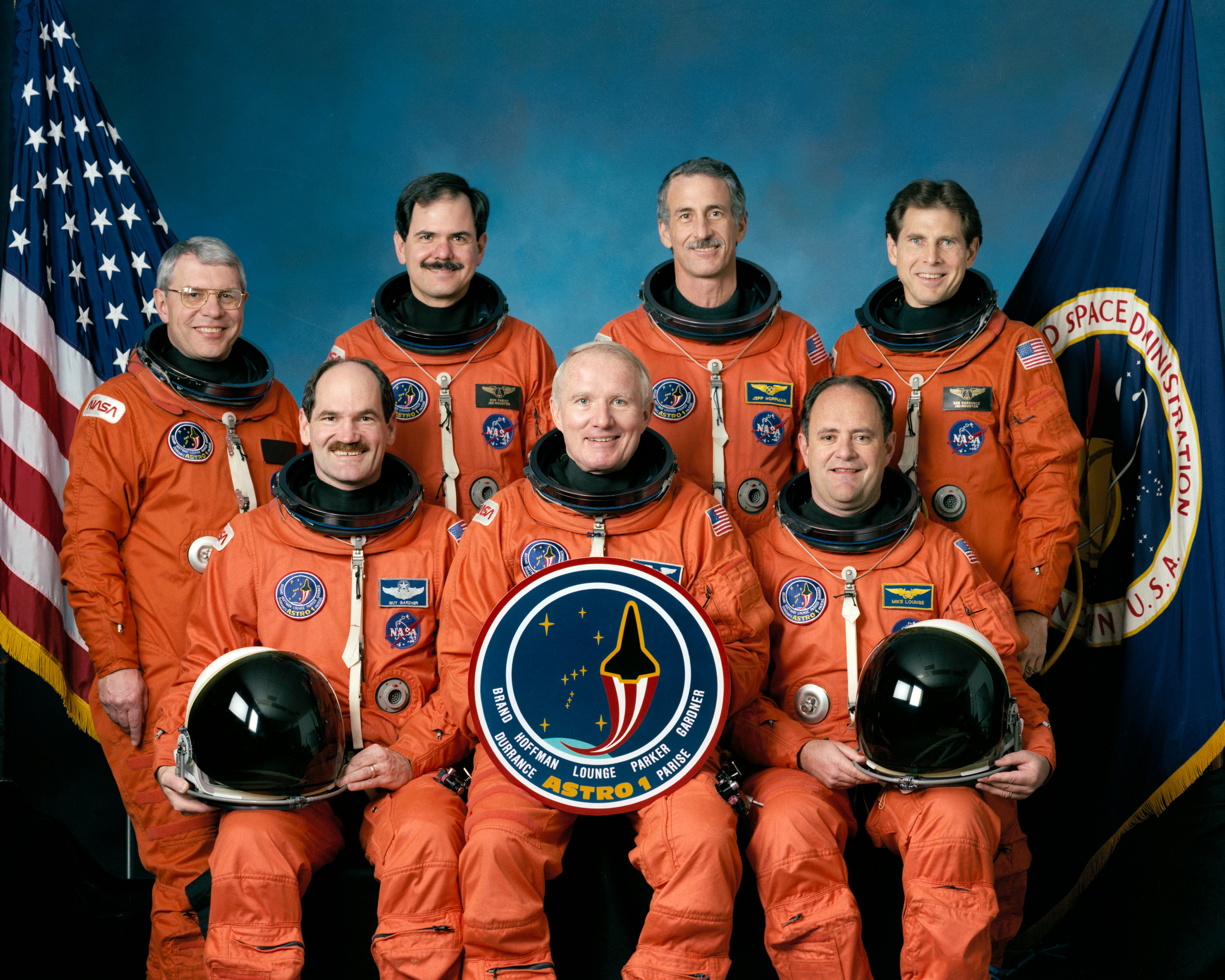
Екіпаж STS-35: (зліва направо): Р. Паркер, Г. Гарднер, Р. Парізі, Венс Бранд, Дж. Хоффман, Дж. Лаундж й С. Дарранс

### STS-41-B
Третій політ з 3 по 11 лютого 1984 здійснив як командир екіпажу з п'яти чоловік на шаттлі «Челленджер» STS-41B. В ході місії був здійснений невдалий запуск двох комунікаційних супутників. Тривалість польоту становила 191 год.
Проходив тренування як командир екіпажу для польоту STS-51-H шаттла «Атлантіс» запланованого на листопад 1985 року, за програмою «Spacelab EOM» (англ. Earth Observation Mission), надалі у скасованому і перенесеному на STS-61K «Колумбію» на жовтень 1986 року, який так само був скасований у зв'язку з катастрофою «Челленджера» в січні 1986 року.

### STS-35
Четвертий політ з 2 по 11 грудня 1990 здійснив як командир в екіпажі шаттла «Колумбія» STS-35. В ході місії було виконано розгортання рентгенівського телескопа НАСА «Astro-1».